# Wiel Coerver
Wiel Coerver (ur. 3 grudnia 1924 w Kerkrade, zm. 22 kwietnia 2011 tamże) – holenderski piłkarz i trener. To od jego nazwiska nazwano metodę Coervera, technikę treningu piłkarskiego. W 1974 roku wraz z klubem Feyenoord zdobył Puchar UEFA.